# Rączaki
Rączaki (Cursoriinae) – monotypowa podrodzina ptaków z rodziny żwirowcowatych (Glareolidae).

## Zasięg występowania
Podrodzina obejmuje gatunki występujące w Afryce, Azji Zachodniej, Południowej i Południowo-Wschodniej.

## Morfologia
Długość ciała 19–26 cm, rozpiętość skrzydeł 51–60 cm; masa ciała 54–156 g. Dziób jest dość długi, ostry, lekko wygięty ku dołowi; nogi również dość długie, u stopy trzy palce; ogon krótki; skrzydła krótkie i szerokie.

## Systematyka

### Etymologia
- Cursorius: epitet gatunkowy Charadrius cursor Latham, 1787; łac. cursorius „kurier, biegacz”, od currere „biegać”[8].
- Dromius: gr. δρομευς dromeus „biegacz”, od τρεχω trekhō „biegać”[9]. Gatunek typowy: Charadrius cursor Latham, 1787.
- Tachydromus: gr. ταχυδρομος takhudromos „szybko biegający”, od ταχυς takhus „szybki”; δρομος dromos „bieganie”, od τρεχω trekhō „biegać”[10]. Gatunek typowy: Charadrius gallicus J.F. Gmelin, 1789 (= Cursorius rufus Gould, 1837).
- Microcursorius: gr. μικρος mikros „mały”; rodzaj Cursorius Latham, 1790[11]. Gatunek typowy: Cursorius temminckii Swainson, 1822.

### Podział systematyczny
Do rodzaju należą następujące gatunki:
- Cursorius cursor (Latham, 1787) – rączak zwyczajny
- Cursorius somalensis Shelley, 1885 – rączak somalijski
- Cursorius rufus Gould, 1837 – rączak rdzawy
- Cursorius temminckii Swainson, 1822 – rączak mały
- Cursorius coromandelicus (J.F. Gmelin, 1789) – rączak indyjski